# I’m an Albatraoz
I’m an Albatraoz – singel szwedzkiego muzyka AronaChupy, wydany 8 sierpnia 2014 roku przez Sony Music Entertainment.

## Lista utworów
- Digital download[2]

1. „I’m an Albatraoz” – 2:46

- Digital download (19 grudnia 2014)[2]

1. „I’m an Albatraoz” (Acoustic) – 2:48
2. „I’m an Albatraoz” (Extended Version) – 4:28

## Teledysk
Teledysk do utworu wyreżyserowany przez AronaChupę i Sertaka Yildizhana, został opublikowany 13 października 2014 roku.

## Pozycje na listach
| Terytorium      | Notowanie                      | Najwyższa pozycja |
| --------------- | ------------------------------ | ----------------- |
| Szwecja         | Top 100 Singles                | 1                 |
| Dania           | Track Top-40                   | 1                 |
| Austria         | Singles Top 75                 | 2                 |
| Holandia        | Single Top 100                 | 2                 |
| Australia       | Top 50 Singles                 | 2                 |
| Węgry           | Single (track) Top 40 lista    | 2                 |
| Nowa Zelandia   | Top 40 Singles                 | 3                 |
| Niemcy          | Top 100 Singles                | 4                 |
| Finlandia       | Top 20 Singles                 | 5                 |
| Norwegia        | Top 40 Singles                 | 5                 |
| Belgia          | Ultratop 50 Singles (Walonia)  | 4                 |
| Belgia          | Ultratop 50 Singles (Flandria) | 6                 |
| Szwajcaria      | Singles Top 100                | 6                 |
| Włochy          | Top 100 Singles                | 7                 |
| Francja         | Top 200 Singles                | 7                 |
| Kanada          | Billboard Canadian Hot 100     | 8                 |
| Wielka Brytania | Singles Top 200                | 25                |
| Irlandia        | Top 100 Singles                | 48                |